# Compagnie Générale des Voitures à Paris

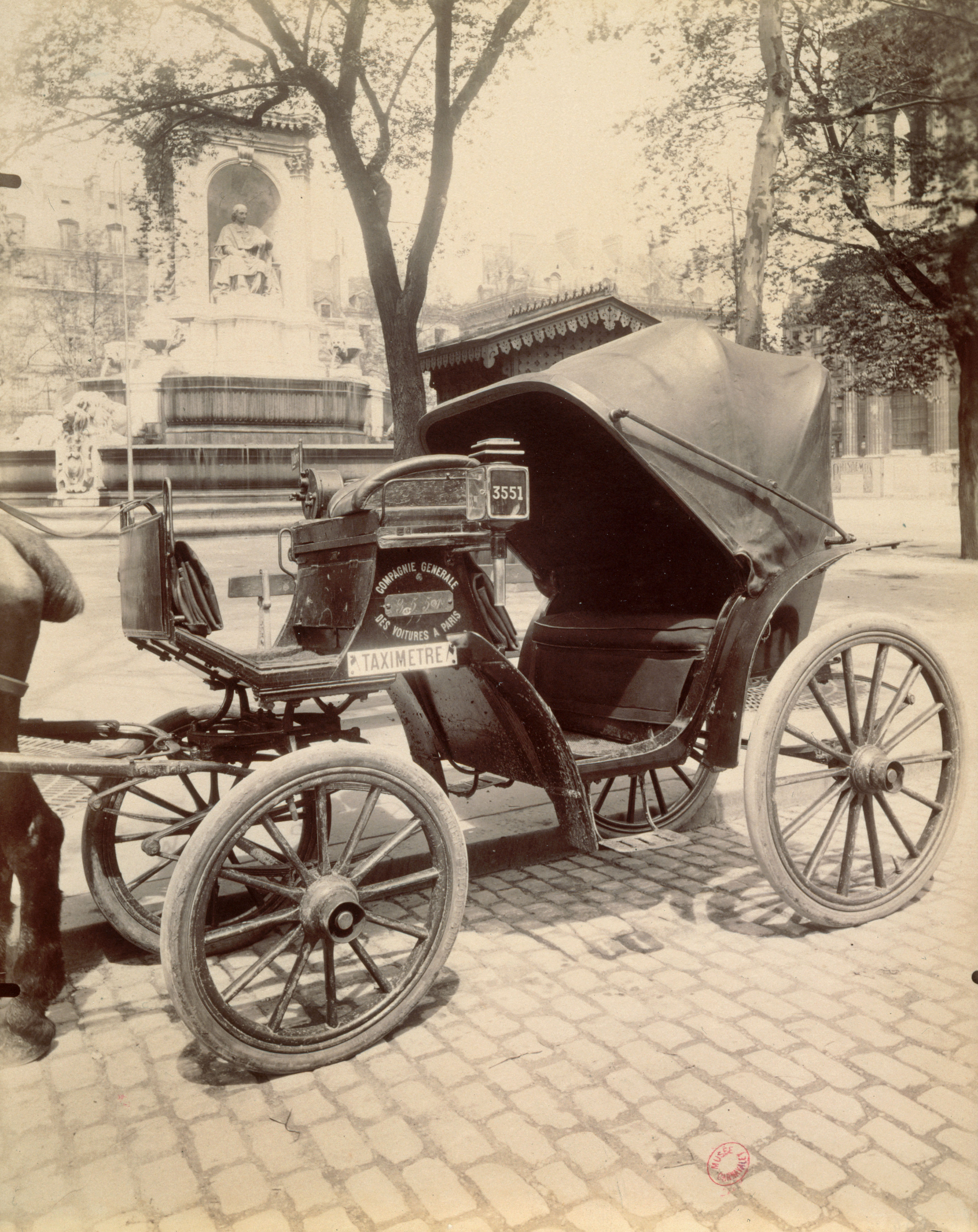
Pferdekutsche der Compagnie Générale des Voitures à Paris.

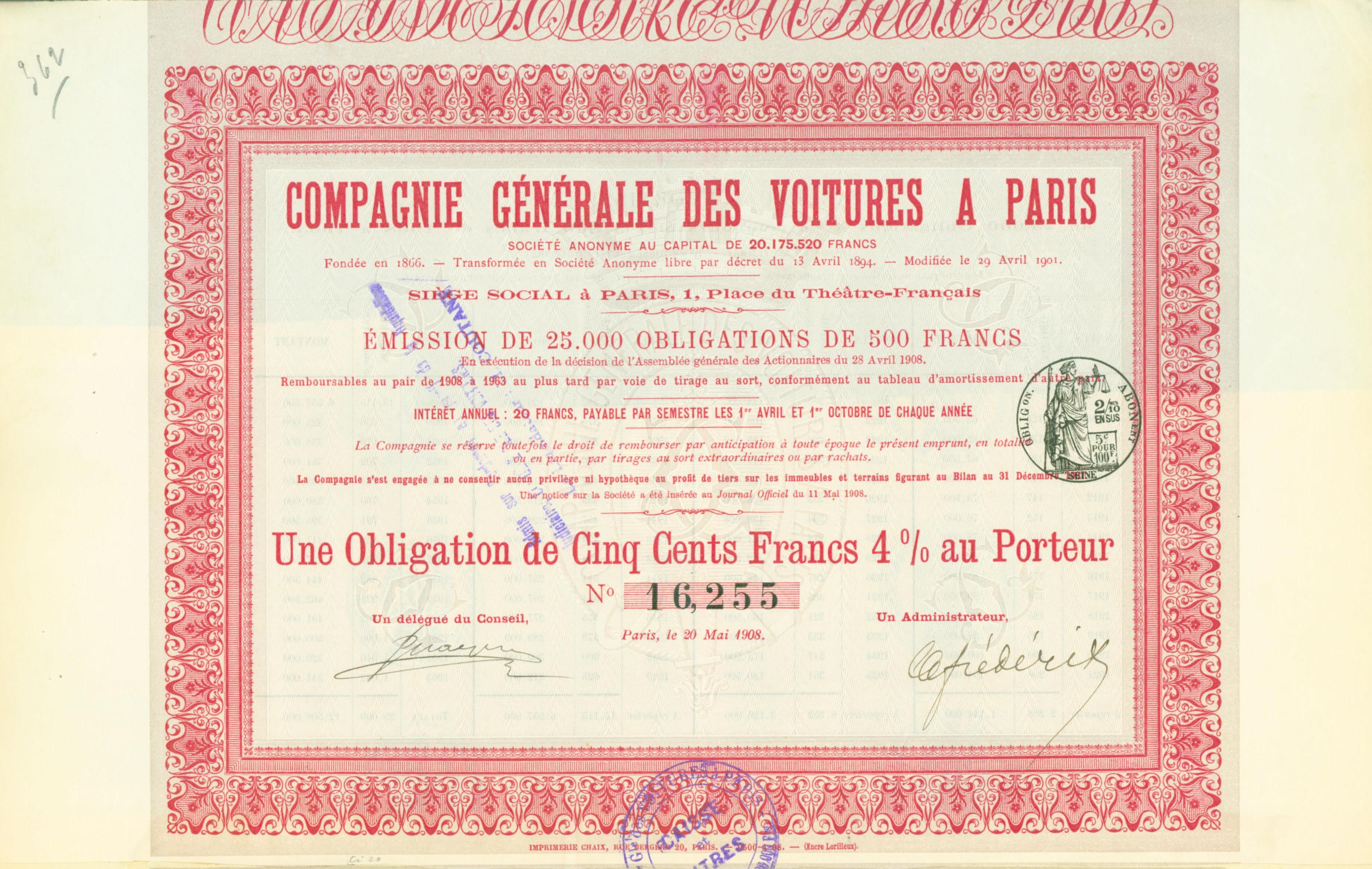
Obligation der Comp. Générale des Voitures à Paris vom 20. Mai 1908

Die 1866 gegründete Compagnie Générale des Voitures à Paris war ein Taxiunternehmen, das zeitweise auch Hersteller von Automobilen war. Eine Anzeige des Unternehmens bestätigt diese Schreibweise.

## Unternehmensgeschichte
Das Unternehmen aus Paris begann 1924 mit der Produktion von Automobilen. Die Markennamen lauteten Classic und Celtic. Léon Max übernahm 1928 die Produktion und Vermarktung des Celtic. 1929 endete die Produktion.

## Fahrzeuge

### Classic
Dieser Markenname wurde zwischen 1924 und 1929 verwendet. Im Angebot standen Mittelklassewagen, oftmals als Taxi eingesetzt. Für den Antrieb standen drei Motoren zur Auswahl: ein Vierzylindermotor von Chapuis-Dornier mit 1846 cm³ Hubraum, ein Motor mit 1593 cm³ Hubraum sowie ein Motor mit 2116 cm³ Hubraum von Sergeant. 1926 präsentierte das Unternehmen ein Landaulet und einen Tourenwagen auf dem Pariser Automobilsalon.

### Celtic
Kleinwagen erhielten diesen Markennamen. Konstrukteur war Jacques Bignan, der zuvor Automobiles Bignan leitete. Zunächst trieb ein Vierzylindermotor mit seitlichen Ventilen und 700 cm³ Hubraum die Fahrzeuge an. Später war ein größerer Motor mit OHV-Ventilsteuerung und 1085 cm³ Hubraum verfügbar. Die aerodynamische Karosserie nach einem Patent von Duvivier entsprach im Aufbau der Weymann-Karosserie. 1927 belegte ein Celtic den zweiten Platz seiner Klasse bei der Rallye Monte Carlo.